# Zollhaus (Bad Karlshafen)

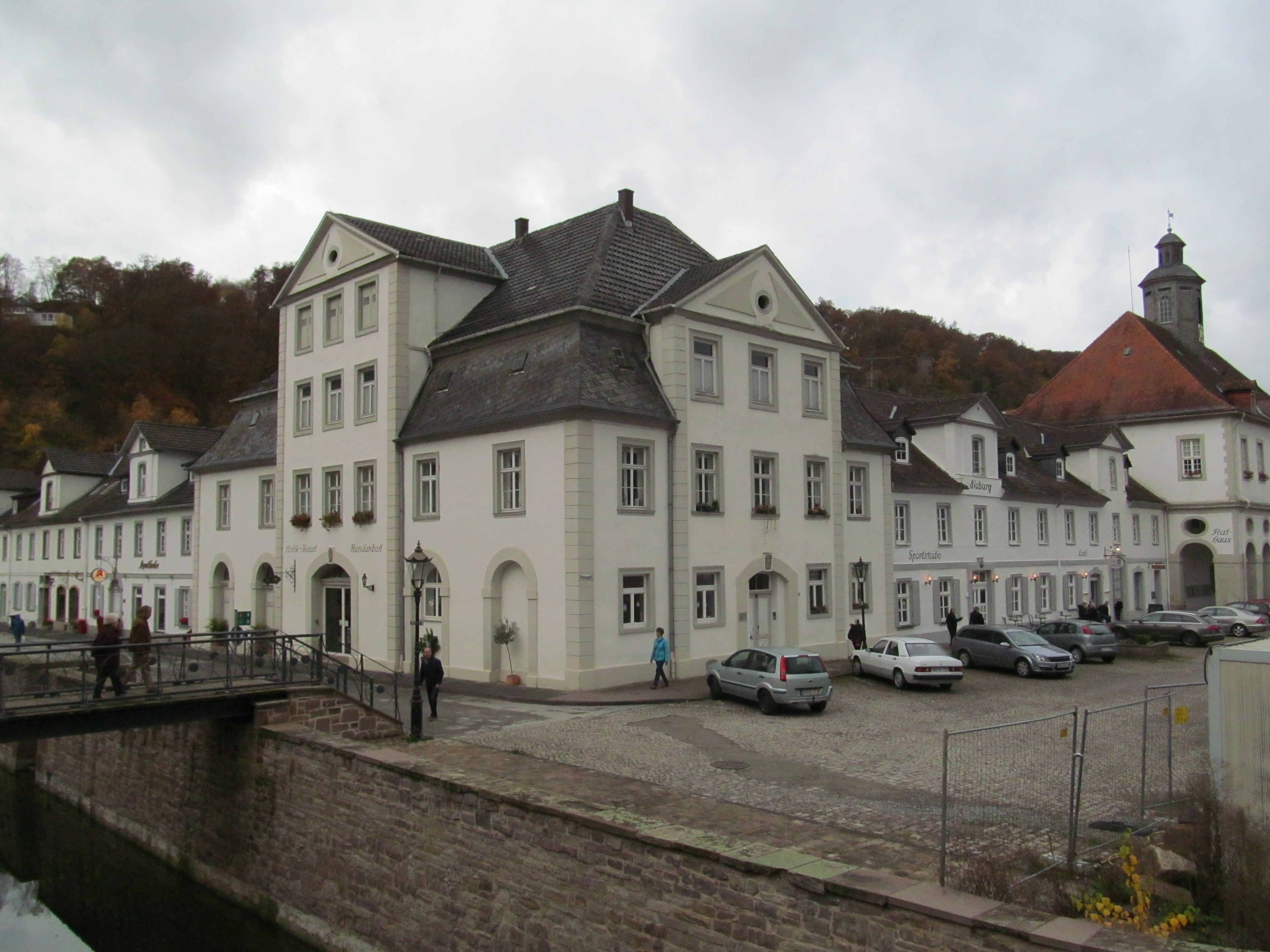
Ehemaliges Zollhaus in Bad Karlshafen

Das Zollhaus in Bad Karlshafen, einer Kurstadt im Landkreis Kassel in Nordhessen, wurde 1768 errichtet. Das ehemalige Zollhaus am Hafenplatz 16 Ecke Invalidenstraße ist ein geschütztes Kulturdenkmal.
Das Gebäude wurde ursprünglich als zweites Packhaus von Wilhelm von Gohr errichtet. Das zweigeschossige Eckbauwerk mit symmetrisch angelegten Fassaden und einem dreiachsigen Mittelrisalit wird durch Lisenen gegliedert. Beide Seiten werden durch Flachgiebel mit Ochsenaugen bekrönt.
Beim Umbau des Walmdachs zu einem Mansarddach wurde das Zwerchhaus an der Invalidenstraße um ein Geschoss erhöht.
Die aufwändige Portalumrahmung und die Fenster im Obergeschoss mit profilierten Gesimsen sind erwähnenswert.